# Benjamin Harris Brewster
Benjamin Harris Brewster (Salem, 13 ottobre 1816 – Filadelfia, 4 aprile 1888) è stato un politico statunitense.

## Biografia
Fu il 38º procuratore generale degli Stati Uniti sotto il presidente degli Stati Uniti d'America Chester Arthur (21º presidente).
Suo padre era Francis Enoch Brewster e sua sorella Anne Hampton Brewster (1818 - 1892). Studiò all'università di Princeton. Nel 1857 sposò la sua prima moglie, Elizabeth von Myerbach de Reinfeldts, mentre la seconda fu Mary Walker (1839 - 1886)